# 竹内外史
竹内 外史（たけうち がいし、1926年1月25日 - 2017年5月10日）は、日本の数学者、論理学者。専門は数学基礎論（数理論理学・公理的集合論、証明論など）。イリノイ大学名誉教授。
解析学の基礎付けなど、数学基礎論の研究で世界的に知られる。昭和57年（1982年）朝日賞(昭和56年度)受賞。主な著作に「集合とはなにか」「現代集合論入門」「証明論と計算量」「層・圏・トポス」など。1966年以来、長くイリノイ大学で教鞭を執っていた。その間、実数論の無矛盾性の証明を試みる。

## 経歴
石川県出身。（旧制）第四高等学校を経て、1947年東京大学理学部数学科卒業。東京大学教養学部講師、東京教育大学助教授を経て、1962年東京教育大学教授。1966年イリノイ大学アーバナ・シャンペーン校教授を経て、イリノイ大学名誉教授。
その間1959-1960年、1966-1968年、1971-1972年プリンストン高等研究所所員となる。また、2003年から2009年までKurt Gödel SocietyのPresidentをつとめた。
プリンストン大学では、クルト・ゲーデルから講義を受けた。内気なゲーデルが心を明かせる数少ない人だった。
また、論理学者のゲオルク・クライゼルとも親友である。
国立情報学研究所教授の新井紀子は、イリノイ大学での指導学生。
2017年5月10日、老衰のため死去。91歳没。

## 研究

### 数学基礎論
ゲーデルによって、1931年、算術以上の数学的内容をもった形式的体系がもし無矛盾ならば、その無矛盾性の証明はその体系の中で形式化されうるようなしかたによっては証明できない(不完全性定理)ことが示され、ヒルベルト・プログラムの遂行は至難なことがわかった。その後、有限の立場を発展させることによって、1936年ゲンツェンが算術(純粋数論)の無矛盾性を証明した。本質的に算術を超える内容をもつ実数論ないしは解析学となると、不可避的に集合概念を含むためその無矛盾性の証明は極度に困難である。竹内は、1953年にLKを拡張して高階の述語論理をゲンツェン・タイプで形式化(GLCと呼ばれる)し、GLCに対してもゲンツェンの基本定理と同様な定理が成り立つという予想(竹内の基本予想と呼ばれる)を立て、基本予想が有限的構成的しかたで証明できれば、解析学の無矛盾性は一挙に解決されることを示した。
その後、基本予想の部分的解決を重ねるとともに、その補助手段として構成的順序数の一種であるordinal diagramなる概念を導入、その理論の発展と整備補強に努め、広範な内容をもつ解析学の部分体系の無矛盾性を証明した。

#### 非古典論理
著書の中でもたびたび直観論理と量子論理が対称的であることに着目し、強い興味を示している（『数学的世界観 - 現代数学の思想と展望』、『線形代数と量子力学』、『ゲーデルの夢』等）。『線形代数と量子力学』では、“量子論理への誘い”と題された付録が総ページ数の1/3弱(全165ページ中、110～162ページの53ページ)を占める。
1981年には、量子論理に基づく集合論である量子集合論を導入している。
| 量子論理 | 古典論理            | 直観論理 |
| -------- | ------------------- | -------- |
| 成立     | A∨￢A               | 不成立   |
| 成立     | ￢￢A⇔A             | 不成立   |
| 不成立   | A∧(B∨C)⇔(A∧B)∨(A∧C) | 成立     |
| 成立     | ￢(A∧B)⇔￢A∨￢B     | 不成立   |
| 成立     | ￢(A∨B)⇔￢A∧￢B     | 不成立   |

## 著書
- 『現代集合論入門』
- 『集合とはなにか : はじめて学ぶ人のために』
- 『線型論理入門』
- 『数学から物理学へ』[8]
- 『無限小解析と物理学』
- 『リー代数と素粒子論』
- 『ゲーデル』
- 『数学的世界観 - 現代数学の思想と展望』
- 『数学基礎論の世界』
- 『直観主義的集合論』
- 『層・圏・トポス 現代的集合像を求めて』
- 『線型代数と量子力学』
- 『証明論と計算量』
- 『数理論理学 語の問題』
- 『証明論入門』(八杉満利子と共著)
- Proof Theory, Studies in Logic and the Foundations of Mathematics, Vol. 81
- Two Applications of Logic to Mathematics
- Introduction to Axiomatic Set Theory、シュプリンガー・フェアラーク